# هایک کونجوریان
هایک آرسنی کونجوریان (Հայկ Արսենի Կոնջորյան؛ زادهٔ ۳۰ مهٔ ۱۹۸۷) یک تاریخ‌نگار و سیاستمدار اهل ارمنستان است که از تاریخ ۲۰۱۸ تا کنون سمت نمایندگی دوره‌های ششم تا هشتم مجلس ملی جمهوری ارمنستان را برعهده داشت.

## زندگی‌نامه
وی در ۳۰ مهٔ ۱۹۸۷ در چارنتساوان به دنیا آمد و از دانشکده تاریخ دانشگاه دولتی ایروان فارغ‌التحصیل شد. 